# Clotilde Apponyi
Clotilde "Klotild" Apponyi, född den 23 december 1867, död den 1 september 1942, var en ungersk feminist. Hon var dotter till den österrikiske politikern  Alexander von Mensdorff-Pouilly och Alexandrine Dietrichstein, och gifte sig 1897 med den ungerske politikern greve Albert Apponyi.
Hon blev 1908 ordförande för Klotild-föreningen för försäljning av kvinnors arbeten, 1913 styrelseledamot för katolska skyddsföreningen för kvinnor, 1930 ordförande för Maria Dorotea-föreningen för kvinnliga lärare, och 1910 ordförande för MNSz, alliansen för icke socialistiska kvinnoföreningar i Ungern, samt en stor mängd välgörenhetsföreningar. Apponyi stödde införandet av kvinnlig rösträtt, och höll 1912, i egenskap av ordförande för MNSz, ett tal inför ungerska parlamentet där hon stödde denna reform: 1918 gav hon också offentligt denna reform sitt stöd. 
Efter första världskriget förlorade MNSz sin dominans som kvinnoförening till det mer vänsterinriktade MANSz under Cécile Tormay, men genom att de övriga icke borgerliga kvinnoföreningarna i Ungern ställde sig under MNSz blev Appony talesperson för hela den borgerliga kvinnorörelsen. Hon protesterade 1929 mot reformförslaget att avskaffa kvinnors valbarhet, och 1939 mot förslaget att förbjuda gifta kvinnor att bli tjänstemän.   
Under första världskriget var hon aktiv som informell diplomat för Ungern i Schweiz. Hon var också engagerad i Nationernas förbund, och representerade Ungern som dess vice delegat i Schweiz 1928–1934 och delegat 1935–1937.